# Nusa-Tenggara-Kurznasenflughund

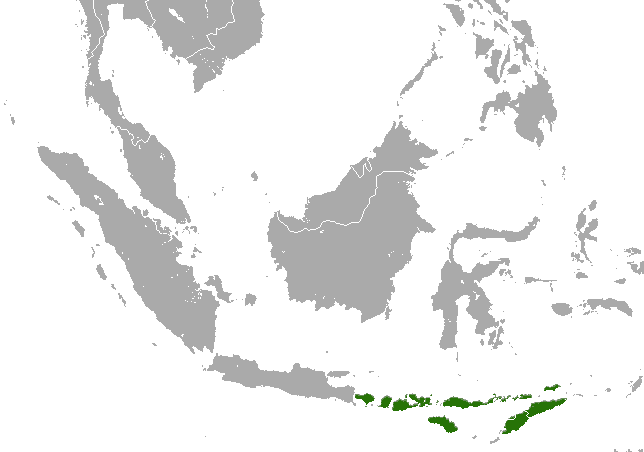
Verbreitungsgebiet des Nusa-Tenggara-Kurznasenflughundes

Der Nusa-Tenggara-Kurznasenflughund (Cynopterus nusatenggara) ist ein Fledertier in Unterfamilie der Kurznasenflughunde, der auf den Kleinen Sundainseln verbreitet ist. Der Name der Art bezieht sich auf den Fundort des Typusexemplars im Nusa Tenggara Barat auf der Insel Sumbawa in Indonesien. Die Populationen zählten vor 1991 zum Gemeinen Kurznasenflughund (Cynopterus brachyotis).

## Merkmale
Mit einer Kopf-Rumpf-Länge von etwa 88 mm, einer Schwanzlänge von 5 mm und einem Gewicht von 24 bis 38 g ist die Art einer der kleinsten Gattungsvertreter. Sie hat 55 bis 65 mm lange Unterarme, Hinterfüße von 13 mm Länge und etwa 18 mm lange Ohren. Der Kopf ist durch große Augen mit kastanienbrauner bis olivgrüner Iris, durch kurze rohrförmige Nasenlöcher und durch Ohren mit dunklen Kanten gekennzeichnet. Bei anderen Cynopterus-Arten sind die Kanten meist weißlich. Dieser Flughund hat braunes Fell auf dem Kopf und hellbraunes Fell mit olivfarbenen Tönen auf der Oberseite. Die Flughäute sind hellbraun gefärbt und die Unterseite ist grau. Der Nusa-Tenggara-Kurznasenflughund hat eine kleine Quaste auf der Schwanzflughaut am Schwanz.
Die Form der Krone des letzten oberen Prämolars unterscheidet sich von den anderen Gattungsvertretern. Im Unterkiefer gibt es eine Lücke (Diastema) zwischen dem zweiten Schneidezahn und dem Eckzahn, die etwa so breit wie der Schneidezahn ist. An der Rückseite des zweiten und dritten Prämolars im Oberkiefer befindet sich eine Ausbuchtung in Form einer Spitze. Der Fersensporn (Calcar) erreicht etwa die halbe Länge des Fußes (mit Krallen). Auf dem Gaumen befinden sich zehn Querwülste. Die Länge des Schädels an der weitesten Stelle liegt bei 26 bis 29 mm. Leicht helleres Fell um den Hals ähnelt einer Halskrause. Da Weibchen helleres Fell besitzen, ist die Krause undeutlich.

## Verbreitung und Lebensweise
Die Art ist auf den Kleinen Sundainseln von Bali bis Timor verbreitet. Sie fehlt auf kleinen südlichen Inseln wie Sawu und Roti. Die Exemplare halten sich in tropischen Wäldern auf und erreichen 100 Meter Höhe. Manchmal werden Gärten besucht.
Wie bei den meisten Flughunden werden Früchte gefressen. Zusätzlich zählen Pollen und Nektar sowie grüne Pflanzenteile zur Nahrung. Weibchen werden im September und Oktober mit einem Embryo trächtig.

## Gefährdung
Der Nusa-Tenggara-Kurznasenflughund wird von der IUCN aufgrund fehlender Bedrohungen und einer vermutlich stabilen Gesamtpopulation als nicht gefährdet (least concern) gelistet.